# Stenasellus bedosae
Stenasellus bedosae är en kräftdjursart som beskrevs av Guy Magniez 1991. Stenasellus bedosae ingår i släktet Stenasellus och familjen Stenasellidae. Inga underarter finns listade i Catalogue of Life.